# Федецький Артем Андрійович
Арте́м Андрі́йович Феде́цький (нар. 26 квітня 1985, Нововолинськ, Волинська область) — український футболіст, правий захисник луцького «Вотрансу». Виступав, зокрема за клуби «Шахтар», «Карпати» і «Дніпро». Володар Кубка УЄФА (2009) у складі донецького «Шахтаря». Грав за збірну України, учасник чемпіонату Європи 2016 року. Кандидат педагогічних наук (2018). Син футболіста Андрія Федецького. Співзасновник та президент благодійного проєкту «Карпатські ведмеді».

## Освіта
Закінчив Луцький інститут розвитку людини «Україна» за спеціальністю «Маркетинг».
14 травня 2018 року захистив у Східноєвропейському національному університеті імені Лесі Українки дисертацію на здобуття ступеня кандидата педагогічних наук на тему «Методика навчання учнів футболу із застосуванням інформаційних моделей» зі спеціальності 13.00.02 – теорія та методика навчання (фізична культура, основи здоров’я).

## Клубна кар'єра

### Юнацькі клуби
Вихованець луцького футболу. Перший тренер — Віктор Попко. Виступав за аматорську команду «ЕНКО» в чемпіонаті Волинської області.
У Дитячо-юнацькій футбольній лізі України виступав за «Волинь» і донецький «Шахтар».

### «Шахтар-3», «Шахтар-2»
У 2002 році дебютував у «Шахтарі-3», за який провів 30 матчів і забив 3 голи. А в 2003 році гравця було переведено до — «Шахтаря-2», що виступав у Першій лізі України, де він за 3 роки зіграв 56 матчів і забив 6 м'ячів.

### «Арсенал», ФК «Харків»
протягом 2006—2007 років виступав за київський «Арсенал», у складі якого зіграв 12 матчів. У Вищій лізі України дебютував 4 березня 2007 року в матчі «Чорноморець» — «Арсенал». Згодом виступав за  ФК «Харків», за який зіграв 24 матчі і забив 5 голів.

### Повернення в «Шахтар»
Улітку 2008 року повернувся в донецький «Шахтар». 17 серпня 2008 року дебютував у складі «Шахтаря» в домашньому матчі проти харківського «Металіста» (2:2). У сезоні 2008/09 разом з командою виграв Кубок УЄФА, за що був нагороджений медаллю «За працю і звитягу».

#### Оренда в «Карпати»

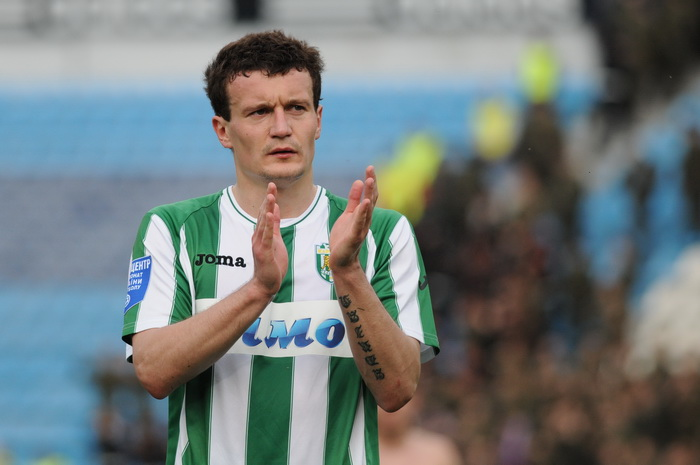
Артем Федецький під час виступів за «Карпати» (Львів). 22 квітня 2012 року

У червні 2009 року перейшов до львівських «Карпат» на правах 2-річної оренди. Став одним із лідерів команди. Діяв на позиції правого захисника, володів добрим пасом і ударом, часто підключався до атак, багато забивав. Загалом зіграв 75 матчів, забивши 12 м'ячів.

#### Після оренди
Улітку 2012 року повернувся в «Шахтар», разом з командою пройшов збори в Австрії. Через травми він деякий час не міг тренуватися разом з командою. Проблема була пов'язана з паховими кільцями, що залишилося ще з минулого сезону.

### «Дніпро»
29 серпня 2012 року, в останній день трансферного вікна, Федецький був заявлений за дніпропетровський «Дніпро», підписавши чотирирічний контракт. У команді взяв 44 номер. За перший сезон зіграв 17 матчів і забив 1 м'яч. Стільки ж м'ячів він забив і в наступних двох сезонах. Тут він став незмінним гравцем основного складу. У сезоні 2014/15 разом з командою дійшов до фіналу Ліги Європи. Улітку 2016 року, після завершення контракту, залишив «Дніпро» як вільний агент.

### «Дармштадт 98»
Влітку 2016 року Артем одягнув футболку німецьких «лілій» — команди Бундесліги «Дармштадт 98». Адже після штучного «банкротства» «Дніпра» олігархом Коломойським, футболістові довелося самотужки впорядковувати свою кар'єру, тож у статусі вільного агента (тільки так вдалося вирвати трансферний лист з розваленого клубу) він перебрався до Німеччини. Згідно підписаного однорічного контракту, він гратиме за німецький клуб, де, як передбачалося, матиме чимало ігрової практики і зможе далі потрапляти до збірної України.

### Повернення в «Карпати»
1 серпня 2017 року було офіційно оголошено про повернення Федецького до львівських «Карпат».
Влітку 2019 року заявив про те, що залишає «Карпати». 

### «Ковель»
Наприкінці серпня 2023 року стало відомо, що Федецький зіграє за футбольний центр «Ковель» у Кубку України серед аматорів.

## Збірна
25 травня 2010 року дебютував у складі національної збірної України, вийшовши на заміну в товариській зустрічі зі збірною Литви.

## Громадська позиція
У травні 2018 підтримав ув'язненого у Росії українського режисера Олега Сенцова.

## Кандидат у народні депутати
Кандидат у народні депутати від партії «Слуга народу» на парламентських виборах 2019 року (виборчий округ № 118, частина Личаківського, частина Шевченківського районів міста Львова, Пустомитівський район). Безпартійний.

## Досягнення
«Шахтар»
- Володар Кубка УЄФА (1): 2008/09
- Срібний призер чемпіонату України : 2008/09

 «Дніпро»
- Срібний призер чемпіонату України: 2013/14
- Фіналіст Ліги Європи УЄФА: 2014/15

## Державні нагороди
- Відзнака «Іменна вогнепальна зброя» (21 листопада 2015) — за досягнення високих спортивних результатів, вагомий внесок у розвиток вітчизняного футболу, піднесення міжнародного авторитету Української держави[21]
- Нагороджений медаллю «За працю і звитягу»

| Дата       | Місто      | Господарі          | Результат             | Гості              | Турнір            | Голи | Примітки |
| ---------- | ---------- | ------------------ | --------------------- | ------------------ | ----------------- | ---- | -------- |
| 25/05/2010 | Харків     | Україна            | 4 – 0                 | Литва              | товариський матч  | -    | 82'      |
| 29/05/2010 | Львів      | Україна            | 3 – 2                 | Румунія            | товариський матч  | -    | 86' 91'  |
| 02/06/2010 | Осло       | Норвегія           | 0 – 1                 | Україна            | товариський матч  | -    | 90'      |
| 11/08/2010 | Донецьк    | Україна            | 1 – 1                 | Нідерланди         | товариський матч  | -    | 77'      |
| 04/09/2010 | Лодзь      | Польща             | 1 – 1                 | Україна            | товариський матч  | -    |          |
| 08/10/2010 | Київ       | Україна            | 2 – 2                 | Канада             | товариський матч  | -    |          |
| 11/10/2010 | Дербі      | Бразилія           | 2 – 0                 | Україна            | товариський матч  | -    |          |
| 17/11/2010 | Женева     | Швейцарія          | 2 – 2                 | Україна            | товариський матч  | -    |          |
| 09/02/2011 | Нікосія    | Швеція             | 1 – 1 д.ч. (4-5 п.п.) | Україна            | товариський матч  | -    | 36'      |
| 29/03/2011 | Київ       | Україна            | 0 – 2                 | Італія             | товариський матч  | -    |          |
| 01/06/2011 | Київ       | Україна            | 2 – 0                 | Узбекистан         | товариський матч  | -    |          |
| 10/08/2011 | Харків     | Україна            | 0 – 1                 | Швеція             | товариський матч  | -    |          |
| 06/09/2011 | Прага      | Чехія              | 4 – 0                 | Україна            | товариський матч  | -    | 75'      |
| 07/10/2011 | Київ       | Україна            | 3 – 0                 | Болгарія           | товариський матч  | -    | 82'      |
| 11/10/2011 | Таллінн    | Естонія            | 0 – 2                 | Україна            | товариський матч  | -    | 85'      |
| 11/11/2011 | Київ       | Україна            | 3 – 3                 | Німеччина          | товариський матч  | -    | 90'      |
| 15/11/2011 | Львів      | Україна            | 2 – 1                 | Австрія            | товариський матч  | -    | 32' 46'  |
| 14/11/2012 | Софія      | Болгарія           | 0 – 1                 | Україна            | товариський матч  | -    | 55'      |
| 06/02/2013 | Севілья    | Україна            | 2 – 0                 | Норвегія           | товариський матч  | -    | 87'      |
| 22/03/2013 | Варшава    | Польща             | 1 – 3                 | Україна            | Відбір до ЧС 2014 | -    |          |
| 26/03/2013 | Одеса      | Молдова            | 2 – 1                 | Україна            | Відбір до ЧС 2014 | -    |          |
| 02/06/2013 | Київ       | Україна            | 0 – 0                 | Камерун            | товариський матч  | -    | 47'      |
| 07/06/2013 | Подгориця  | Чорногорія         | 0 – 4                 | Україна            | Відбір до ЧС 2014 | 1    | 45' 85'  |
| 14/08/2013 | Київ       | Україна            | 2 – 0                 | Ізраїль            | товариський матч  | -    |          |
| 06/09/2013 | Львів      | Україна            | 9 – 0                 | Сан-Марино         | Відбір до ЧС 2014 | 1    | 74'      |
| 10/09/2013 | Київ       | Україна            | 0 – 0                 | Англія             | Відбір до ЧС 2014 | -    |          |
| 11/10/2013 | Харків     | Україна            | 1 – 0                 | Польща             | Відбір до ЧС 2014 | -    |          |
| 15/10/2013 | Серравалле | Сан-Марино         | 0 – 8                 | Україна            | Відбір до ЧС 2014 | -    | 66'      |
| 15/11/2013 | Київ       | Україна            | 2 – 0                 | Франція            | Відбір до ЧС 2014 | -    | 70'      |
| 05/03/2014 | Ларнака    | Україна            | 2 – 0                 | США                | товариський матч  | -    | 65'      |
| 22/05/2014 | Київ       | Україна            | 2 – 1                 | Нігер              | товариський матч  | -    |          |
| 03/09/2014 | Київ       | Україна            | 1 – 0                 | Молдова            | товариський матч  | -    |          |
| 08/09/2014 | Київ       | Україна            | 0 – 1                 | Словаччина         | Відбір до ЧЄ 2016 | -    | 77'      |
| 09/10/2014 | Борисов    | Білорусь           | 0 – 2                 | Україна            | Відбір до ЧЄ 2016 | -    |          |
| 12/10/2014 | Львів      | Україна            | 1 – 0                 | Північна Македонія | Відбір до ЧЄ 2016 | -    | 42'      |
| 15/11/2014 | Люксембург | Люксембург         | 0 – 3                 | Україна            | Відбір до ЧЄ 2016 | -    |          |
| 18/11/2014 | Київ       | Україна            | 1 – 0                 | Литва              | товариський матч  | -    | 67'      |
| 27/03/2015 | Севілья    | Іспанія            | 1 – 0                 | Україна            | Відбір до ЧЄ 2016 | -    | 16'      |
| 31/03/2015 | Львів      | Україна            | 1 – 0                 | Латвія             | товариський матч  | -    |          |
| 05-09-2015 | Львів      | Україна            | 3 – 1                 | Білорусь           | Відбір до ЧЄ 2016 | -    |          |
| 08-09-2015 | Жиліна     | Словаччина         | 0 – 0                 | Україна            | Відбір до ЧЄ 2016 | -    |          |
| 09-10-2015 | Скоп'є     | Північна Македонія | 0 – 2                 | Україна            | Відбір до ЧЄ 2016 | -    |          |
| 12-10-2015 | Київ       | Україна            | 0 – 1                 | Іспанія            | Відбір до ЧЄ 2016 | -    |          |
| 14-11-2015 | Львів      | Україна            | 2 – 0                 | Словенія           | Відбір до ЧЄ 2016 | -    |          |
| 17-11-2015 | Марибор    | Словенія           | 1 – 1                 | Україна            | Відбір до ЧЄ 2016 | -    |          |
| 24-03-2016 | Одеса      | Україна            | 1 – 0                 | Кіпр               | товариський матч  | -    |          |
| 28-03-2016 | Київ       | Україна            | 1 – 0                 | Уельс              | товариський матч  | -    |          |
| 29-05-2016 | Турин      | Румунія            | 3 – 4                 | Україна            | товариський матч  | -    |          |
| 03-06-2016 | Бергамо    | Албанія            | 1 – 3                 | Україна            | товариський матч  | -    |          |
| 12-06-2016 | Лілль      | Німеччина          | 2 – 0                 | Україна            | ЧЄ 2016           | -    |          |
| 16-06-2016 | Ліон       | Україна            | 0 – 2                 | Північна Ірландія  | ЧЄ 2016           | -    |          |
| 21-06-2016 | Марсель    | Україна            | 0 – 1                 | Польща             | ЧЄ 2016           | -    |          |
| 15-11-2016 | Харків     | Україна            | 2 – 0                 | Сербія             | товариський матч  | -    |          |
| Усього     |            | Матчів             | 53                    |                    | Голів             | 2    |          |